# Isolateur en verre
 (janvier 2017).
Si vous disposez d'ouvrages ou d'articles de référence ou si vous connaissez des sites web de qualité traitant du thème abordé ici, merci de compléter l'article en donnant les références utiles à sa vérifiabilité et en les liant à la section « Notes et références ».
Pour les articles homonymes, voir isolateur (homonymie).
Un isolateur en verre est un élément électrotechnique servant à l'isolation des lignes à haute tension aériennes. À travers de nombreux modèles de formes, tailles et fonctions différentes, les isolateurs en verre ont dominé les réseaux électriques et de télécommunications de 1899, jusqu'au milieu des années 1970. Ils sont aujourd'hui également en céramique, et matériaux synthétiques.

## Histoire
Les isolateurs en verre sont mis au point, concernant la France, en 1899, grâce à Louis Guéroult qui fut ingénieur et directeur de la verrerie de Folembray dans l'Aisne,. Avant de diriger cette verrerie, il a passé quelques années aux États-Unis et y a étudié les techniques de fabrication des isolateurs en verre, particulièrement compliquées du fait de la matière chaude ne pouvant être manipulée à la main et des formes complexes que ces objets doivent avoir. Les isolateurs se fabriquaient depuis presque cinquante ans en porcelaine émaillée, qui pouvait être façonnée à la main. Les verreries de Folembray signaient leurs isolateurs "folembray déposé" au départ, puis ils ajoutèrent plus tard des numéros de catalogue. 
Les Verreries Charbonneaux de Reims débutent leur production en 1906, et ils estampillent leurs isolateurs d'un "verreries de Reims" au début. Quelques années après, ils créent le nom commercial "Isorex" et le marquent sur les productions. Un peu plus tard, eux aussi prennent l'habitude de rajouter des numéros de catalogue. 
Lors de la Grande Guerre, les réseaux téléphoniques se développent massivement, les verreries de Masnières, et celles d'Albi se mettent à produire des isolateurs pour les lignes de télécommunication. 
Les verreries de Saint Yorre produisent des isolateurs à partir de 1930. 

## Différents producteurs
Il y avait plusieurs verreries en France qui produisaient des isolateurs en verre:
- Folembray dans l'Aisne (1900-1952) production tous modèles
- L'Electro Verre à Saint-Yorre (1929-1959) production tous modèles
- Verreries de Charbonneaux à Reims, gamme " Isorex " (1906?-1959) production tous modèles
- EIV : Européenne de l'Isolateur en Verre (1946-1987) succursale de l'Electro Verre, production tous modèles
- VA : Verrerie Ouvrière d'Albi (1917-  ?) production uniquement pour les télécommunications
- VM : Verrerie de Masnières (1917-  ?) production uniquement pour les télécommunications
- PFC Cramoisy: Parvillée Frères et Compagnie (? - ?) production tous modèles
- SAVI : Société Anonyme de Verrerie Industrielle (?-?)  production uniquement pour les télécommunications
- SEDIVER : formée de la fusion de l'Electro Verre et des Verreries de Reims en 1959. Production estampillée EIV, puis SEDIVER vers 1988.
- CL : Chaumel-Legrand à Fourmies dans le Nord (? -?) production uniquement pour les télécommunications

## Les différents modèles
De nombreuses formes d'isolateurs ont été produites dans la première moitié du XXe siècle, pour répondre aux besoins des réseaux électriques, puisqu'ils étaient présents sur les poteaux, sur les façades de maisons, dans les postes de transformation, et ils variaient selon les conditions atmosphériques, les tensions, les sections des fils, les modes de pose… Ci-dessous, les différentes catégories ayant existé chez tous les producteurs, chacune possédant plusieurs calibres dépendant de la tension ou des sections des fils.

### Domaine télécommunications

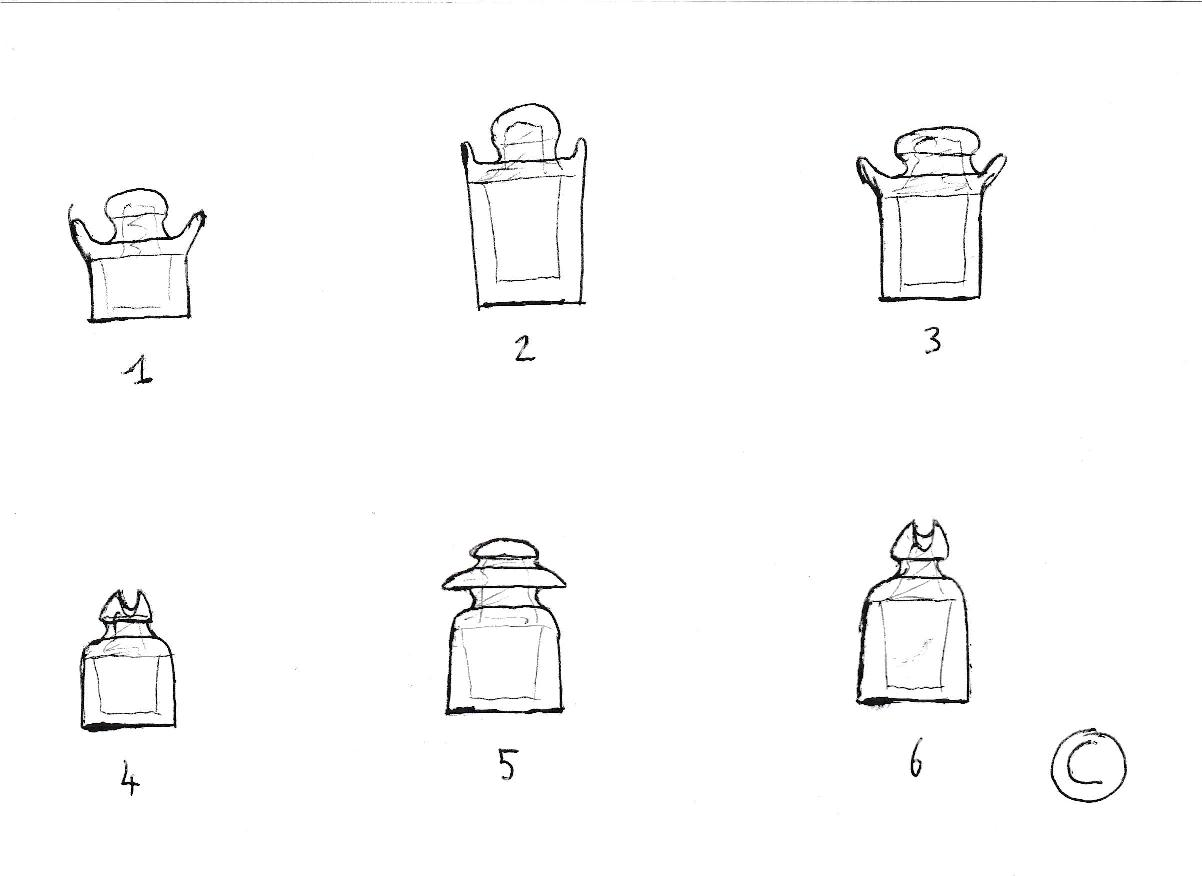
Types d'isolateurs téléphoniques.

- Isolateurs à oreilles petit modèle ou PM (1)
- Isolateurs à oreilles grand modèle ou GM (2)
- Isolateurs à oreilles grand modèle des chemins de fer de l'Est (3)
- Isolateurs sans oreilles petit modèle (4)
- Isolateurs de croisement à deux-gorges et ombrelle (5)
- Isolateurs sans oreilles grand modèle (6)

### Domaine basse-tension

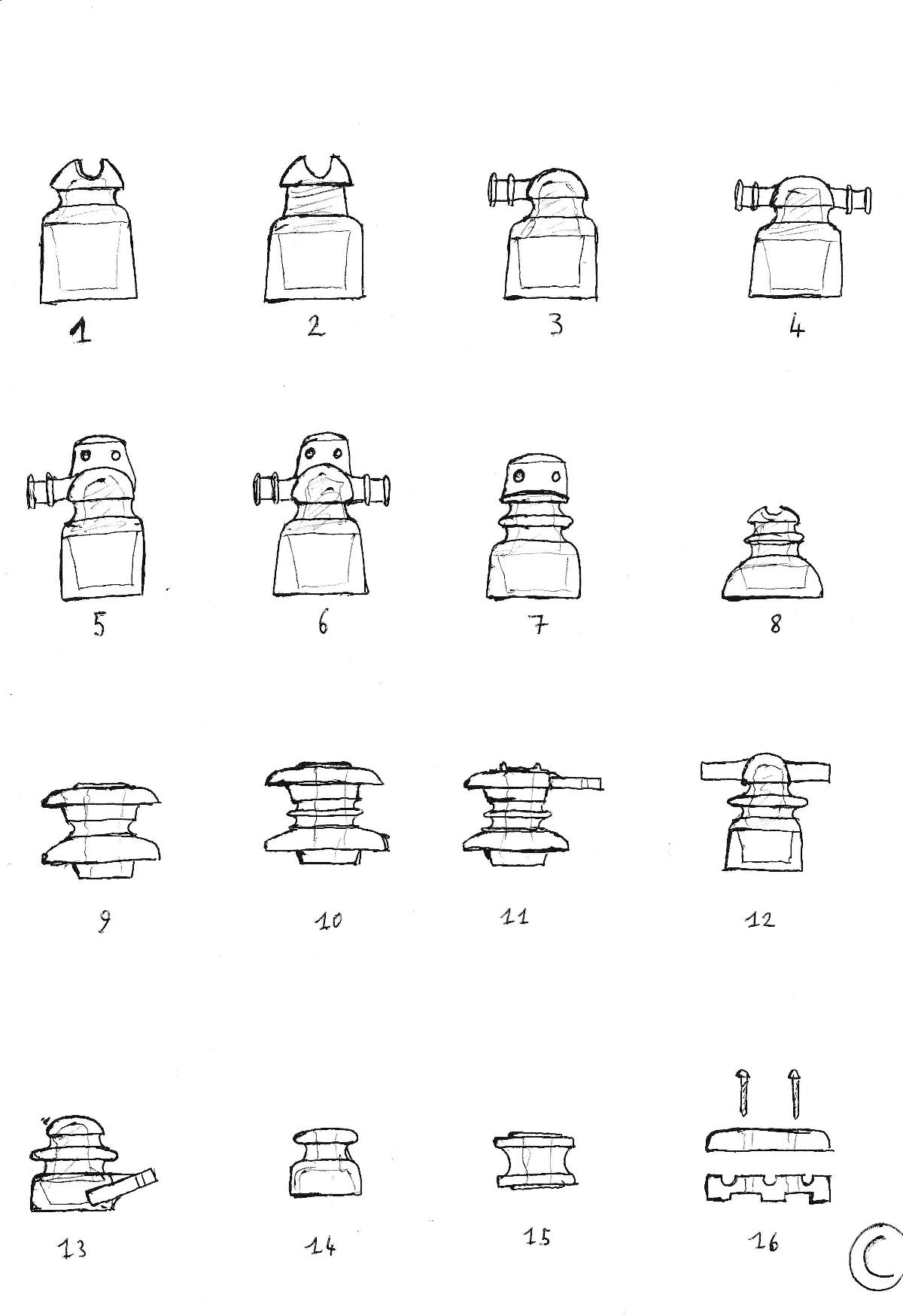
Types d'isolateurs basse-tension.

- Types d'isolateurs basse-tension.Isolateurs à tête fendue (1)
- Isolateurs à tête fendue et haut collet (2)
- Isolateurs de branchement à un bras (3)
- Isolateurs de branchement à deux bras (4)
- Isolateurs de branchement à un bras et coupe-circuit (5)
- Isolateurs de branchement à deux bras et coupe-circuit (6)
- Isolateurs à deux gorges et coupe-circuit (7)
- Isolateurs à deux gorges pour dérivation alu (8)
- Isolateurs d'arrêt à une gorge (9)
- Isolateurs d'arrêt à deux gorges (10)
- Isolateur d'arrêt spécial coupe-circuit (11)
- Isolateur spécial de coupure réseau : ouverture switch vers le haut (12)
- Isolateur spécial de coupure réseau type Y1231 : ouverture switch vers le bas (13)
- Isolateurs poulies hautes (14)
- Isolateurs poulies plates (15)
- Isolateurs domestiques serre-fils (16)

### Domaine haute-tension

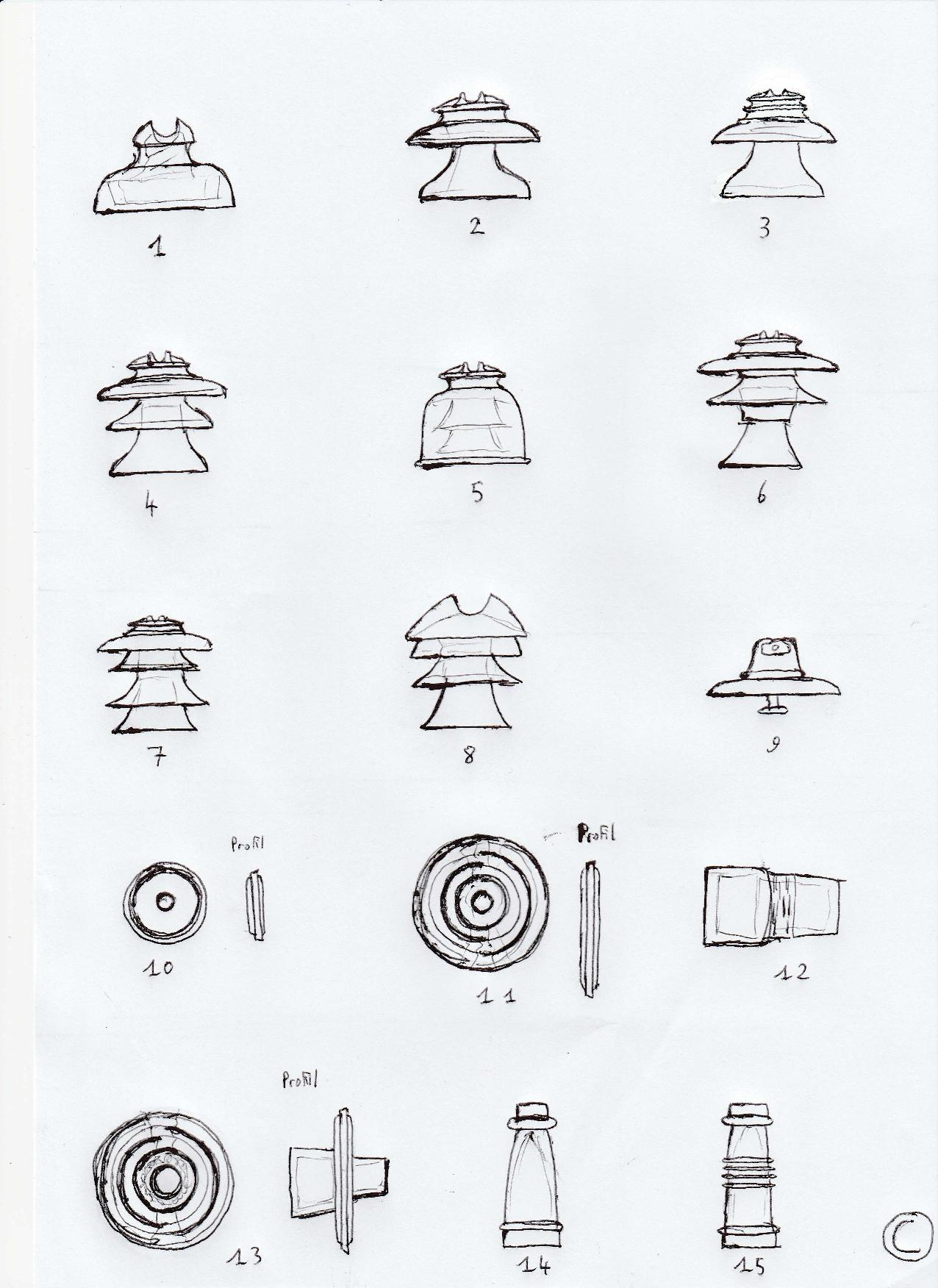
Types d'isolateurs haute-tension.

- Isolateurs triple cloche à jupe large (1)
- Isolateurs en deux pièces scellées (2)
- Isolateur en deux pièces scellées spécial dérivation cuivre-alu (3)
- Isolateurs en trois pièces scellées (4)
- Isolateurs en trois pièces scellées spécial bord de mer (5)
- Isolateurs en quatre pièces scellées (6) et (7)
- Isolateurs spéciaux pour exposition au givre (8)
- Éléments de chaîne isolante (9)
- Disques pour traversée de mur de poste de transformation (10) et (11)
- Entrées horizontales pour traversée de mur de poste (12) et (13)
- Isolateurs spéciaux pour appareillages d'intérieur de poste (14) et (15)

## Isolateurs in situ

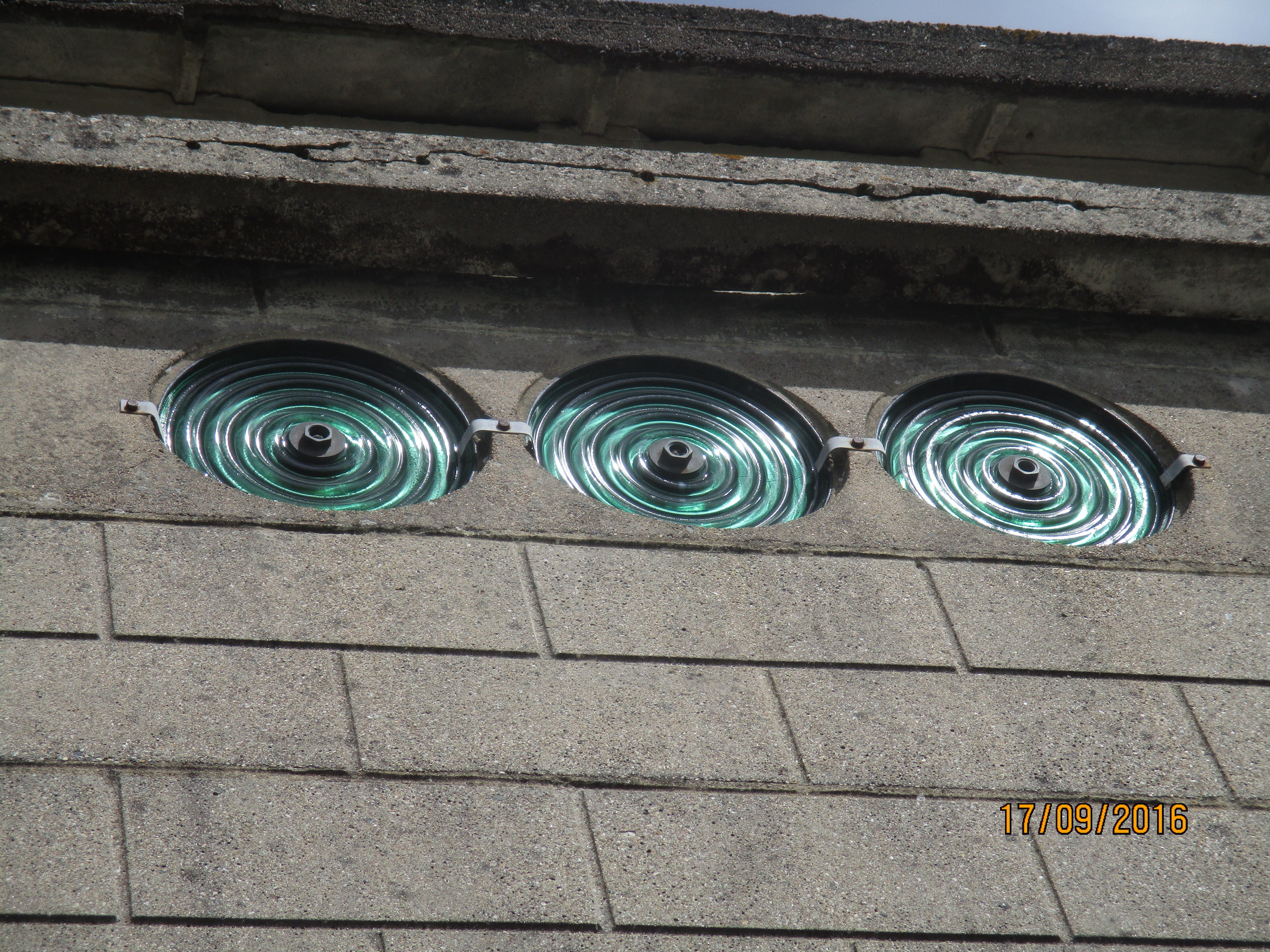
Isolateurs en verre type "disques d'entrée de poste", scellés en place.
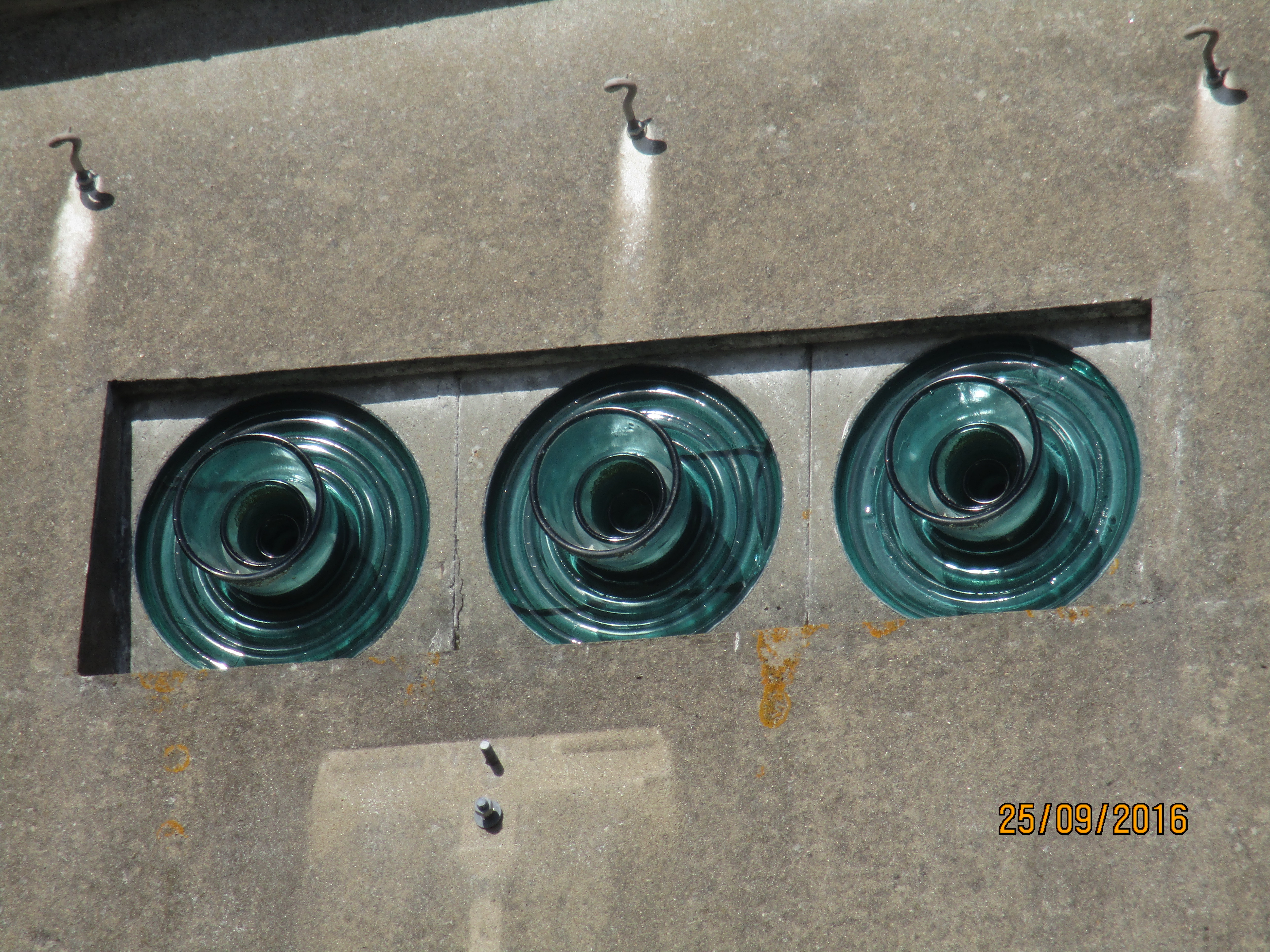
Isolateurs verre type "Entrées horizontales" modèles E3 pour le 35kV.
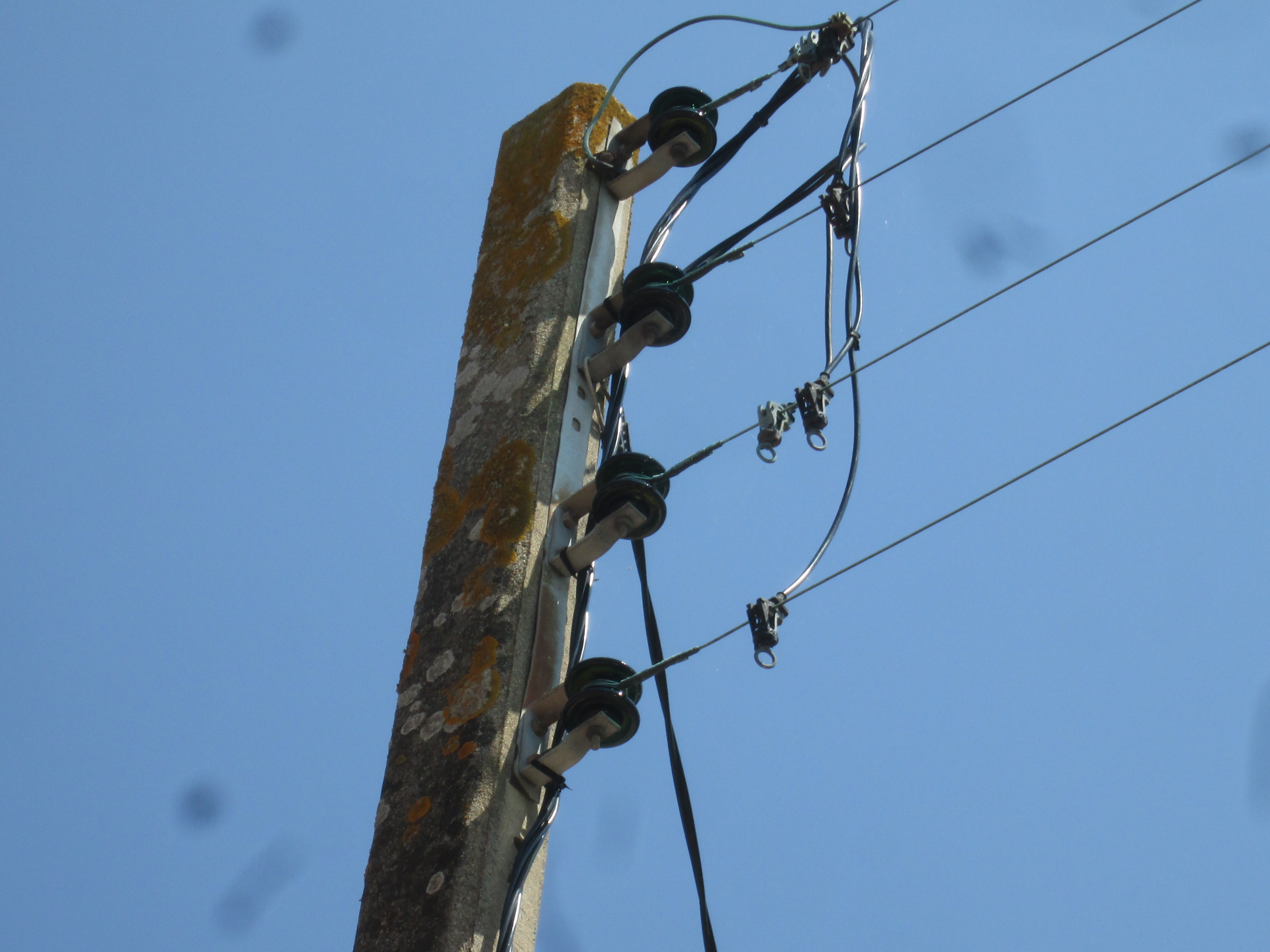
Isolateurs d'arrêt sur une ligne basse tension cuivre nu.
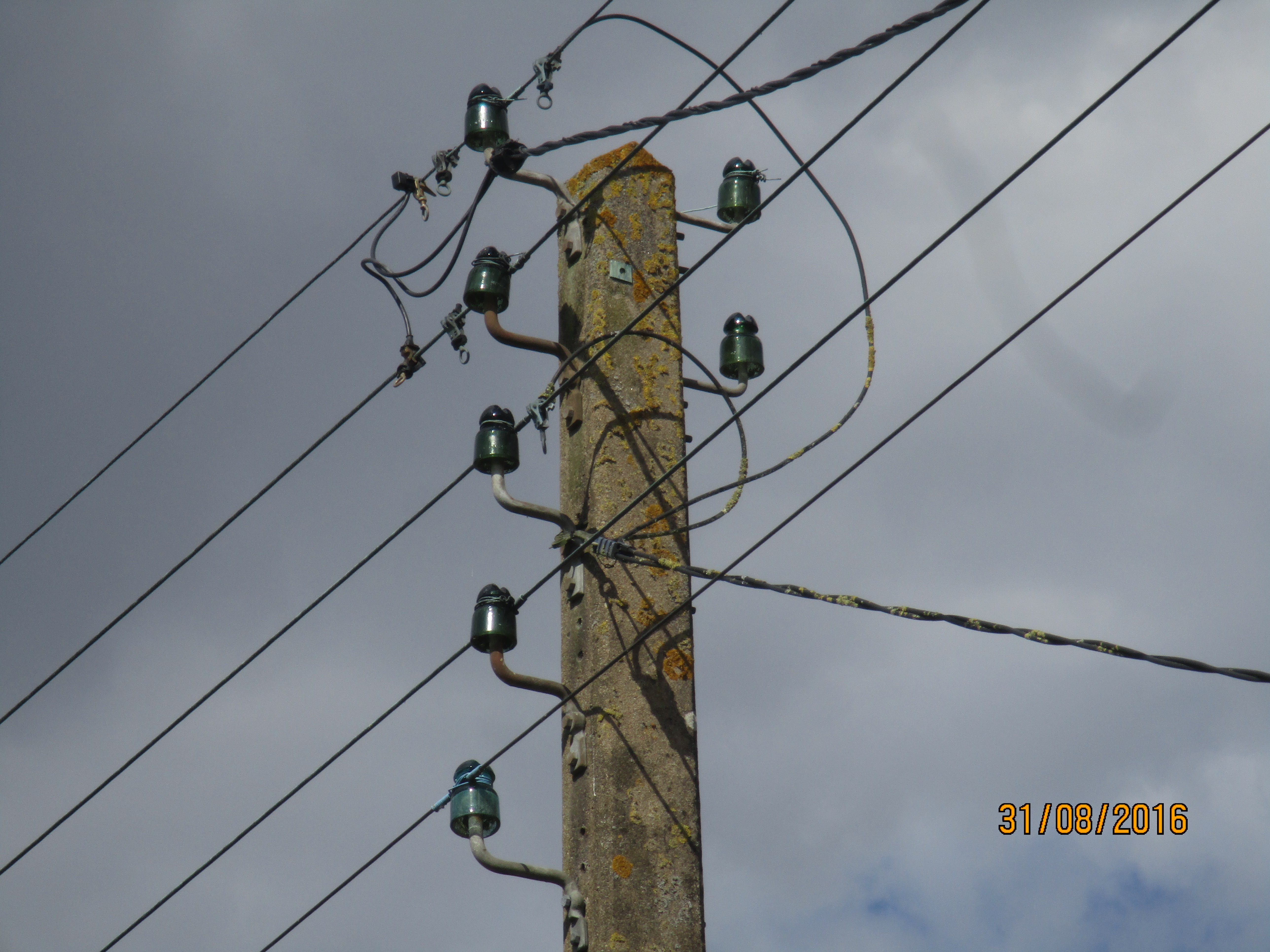
Isolateurs tête fendue sur une ligne basse tension.
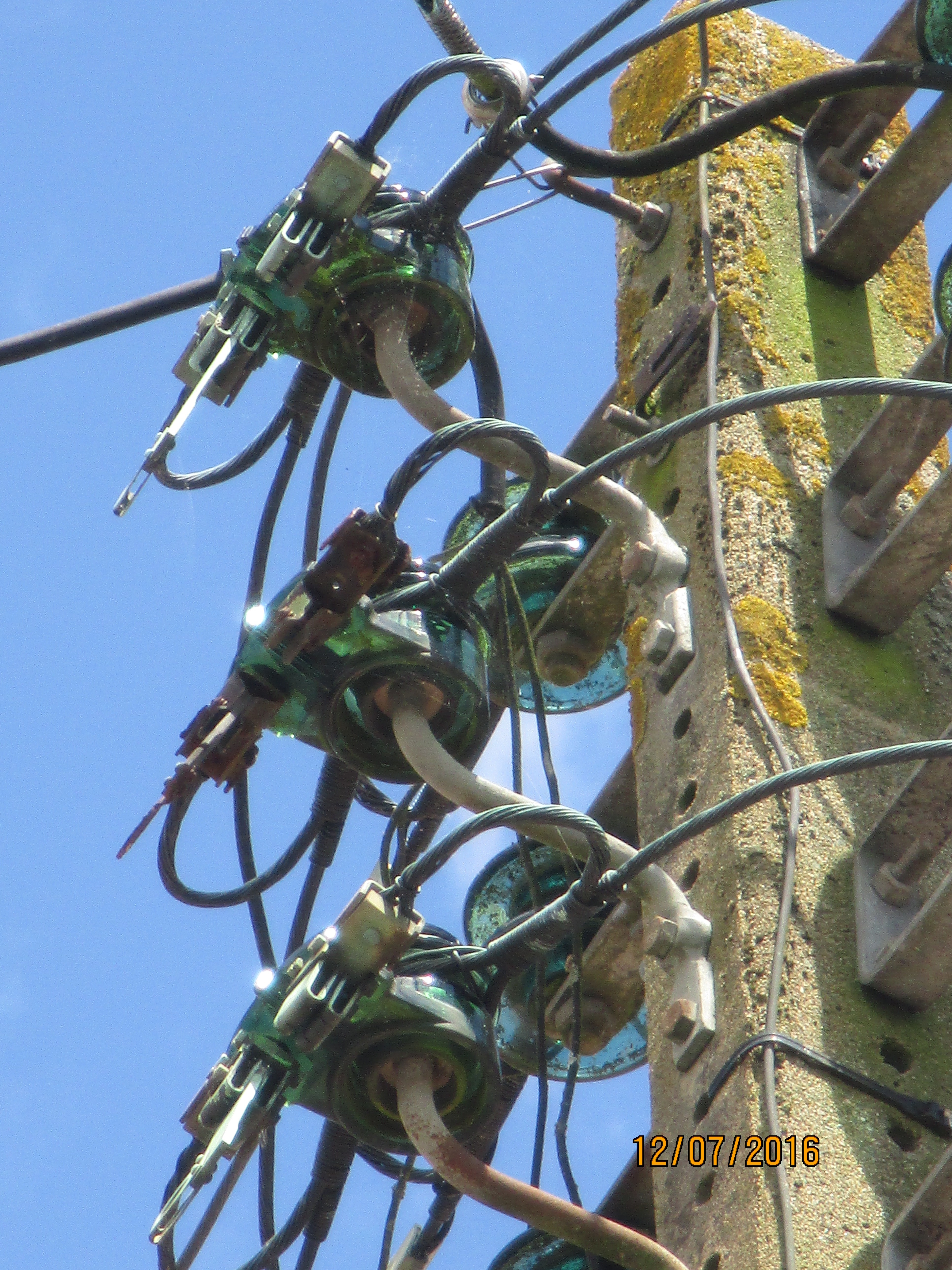
Isolateurs de coupure type Y 12_31.
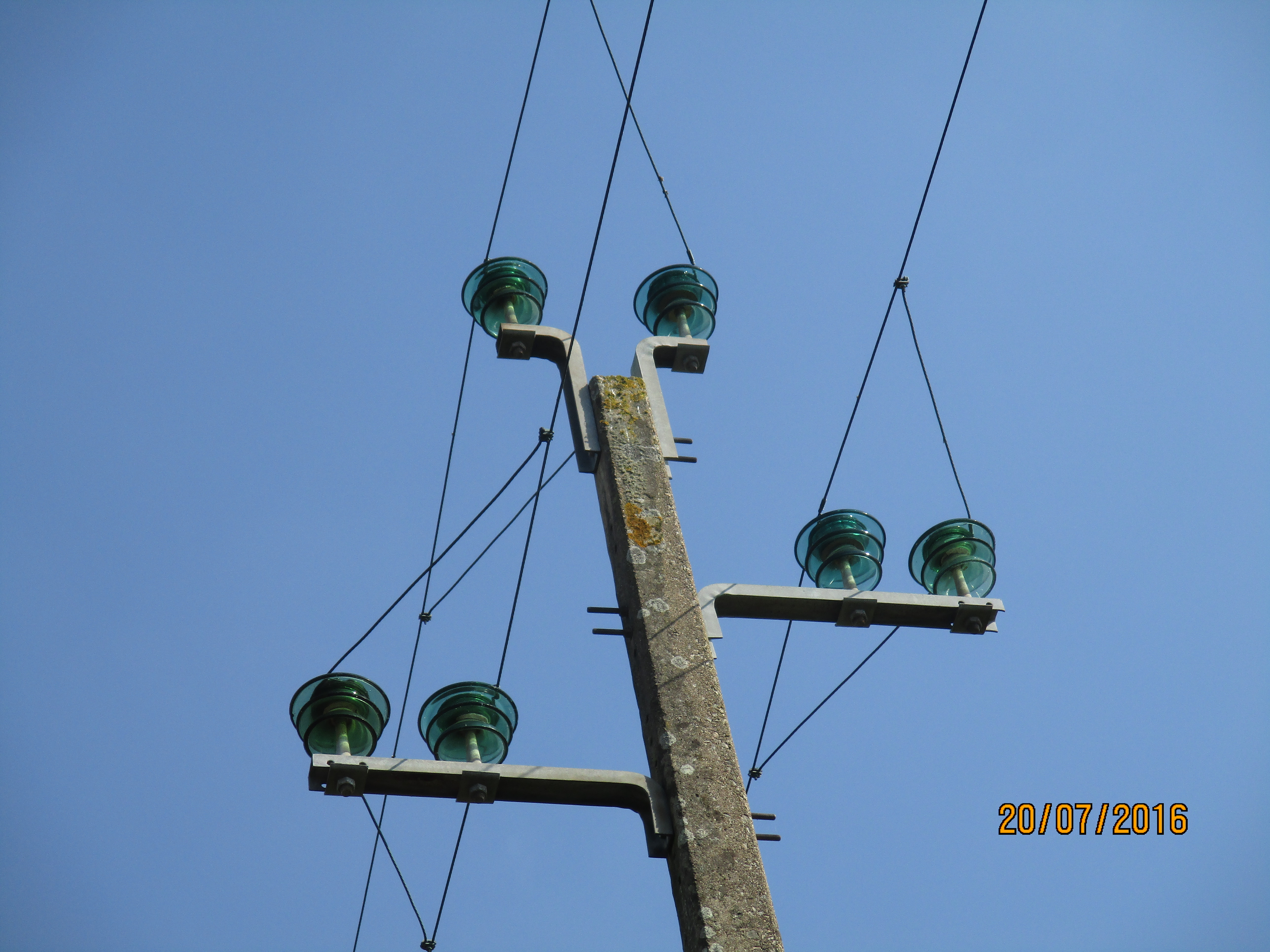
Isolateurs trois pièces scellées sur ligne 20kV.
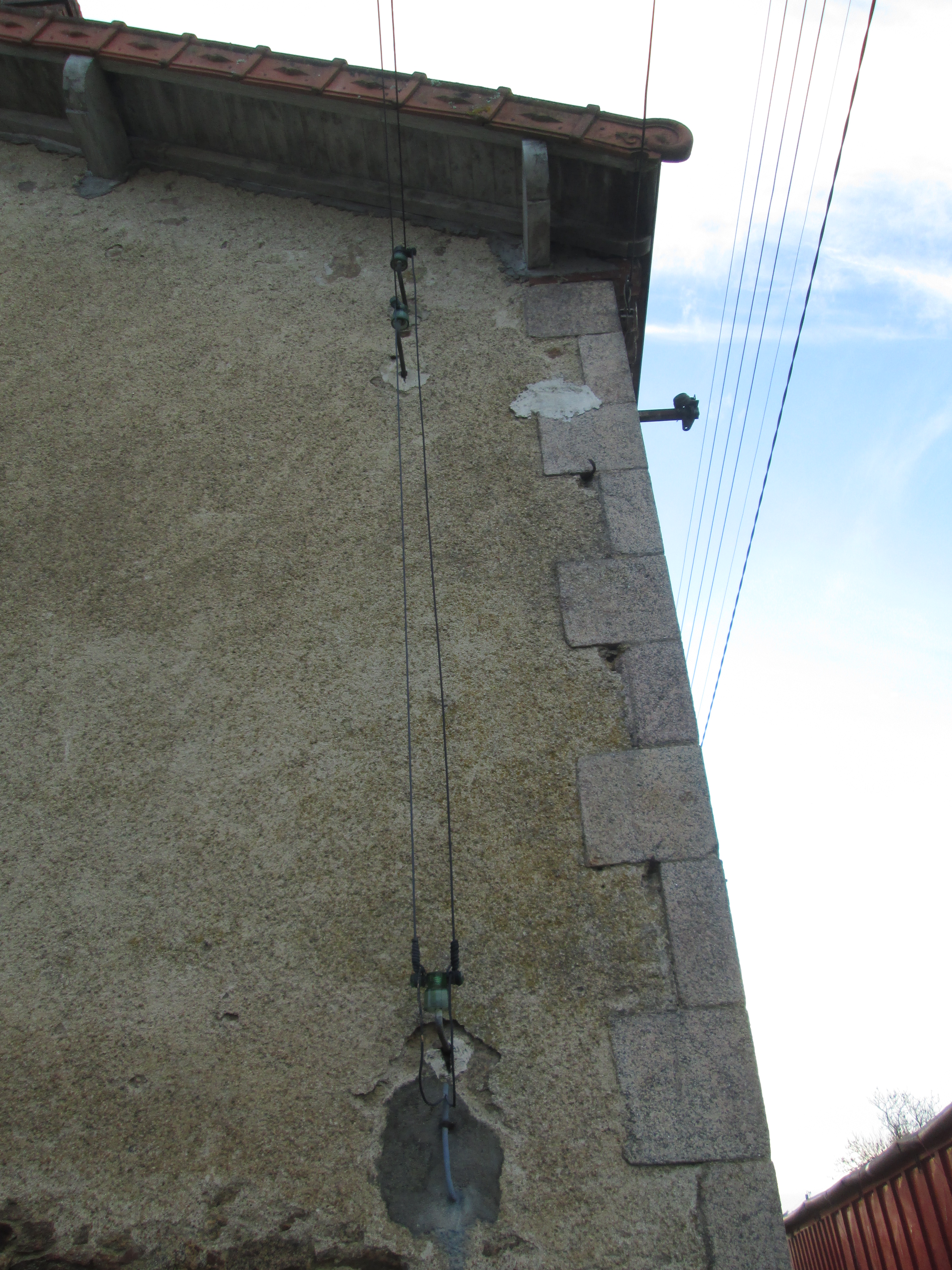
Isolateurs à bras sur un branchement en descente de façade.
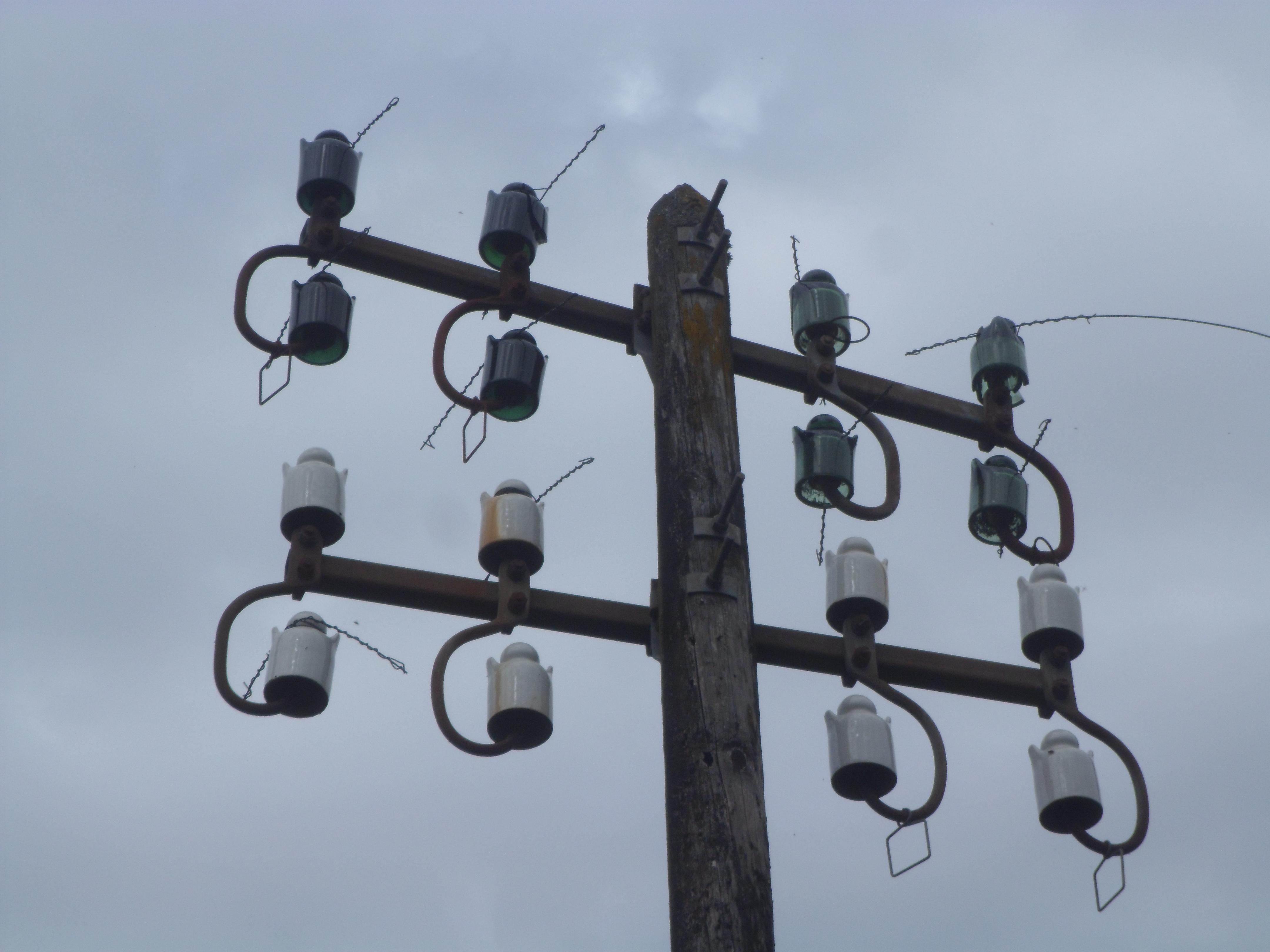
Isolateurs téléphoniques à oreilles, voie ferrée.
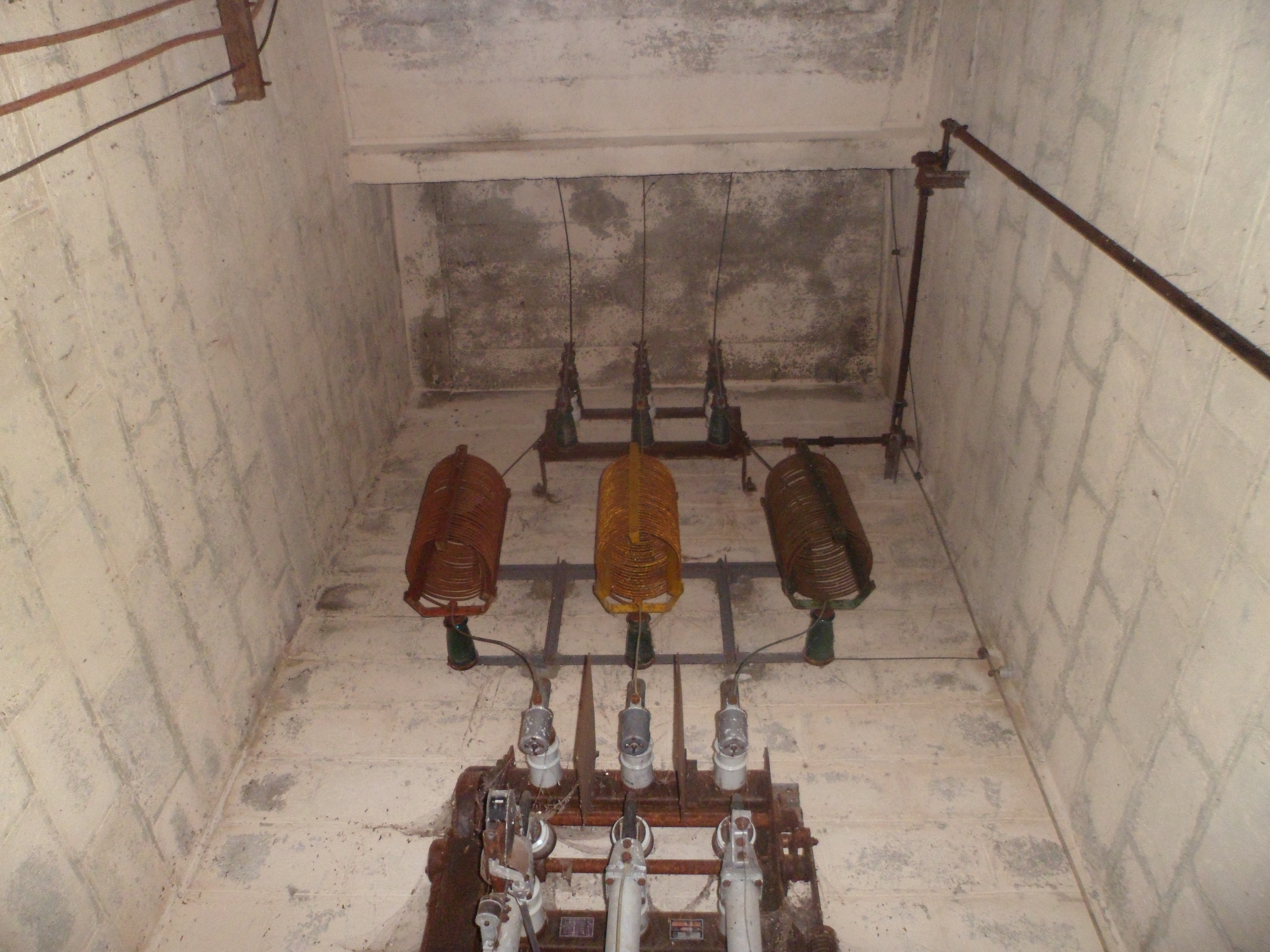
Isolateurs d'intérieur de poste, installation des années 1930.